# Narayama-bushi Kō
Narayama-bushi Kō (bra/prt: A Balada de Narayama) é um filme de drama japonês de 1958 dirigido e escrito por Keisuke Kinoshita. 
Foi selecionado como representante do Japão à edição do Oscar 1959, organizada pela Academia de Artes e Ciências Cinematográficas.

## Sinopse
No Japão feudal, a fome impõe um costume cruel: ao atingir os 70 anos, os velhos são levados (ou vão por vontade própria) ao cume do monte Narayama para lá morrer. A trama se passa na casa de uma família, cuja matriarca chega aos 70 e cujo filho está prestes a se casar.

## Elenco
- Kinuyo Tanaka - Orin
- Teiji Takahashi - Tatsuhei
- Yuko Mochizuki - Tamayan
- Danko Ichikawa - Kesakichi
- Keiko Ogasawara - Matsu-yan
- Seiji Miyaguchi - Matayan
- Yūnosuke Itō - filho de Matayan
- Ken Mitsuda - Teruyan